# 682 v.Chr.
Het jaar 682 v.Chr. is een jaartal volgens de christelijke jaartelling.

## Gebeurtenissen

### Griekenland
- Creon wordt de eerste eponyme archont van Athene. Zijn ambtstermijn is beperkt tot één jaar.